# Tào Hữu Phùng
Tào Hữu Phùng (1941-2007) là một chính khách Việt Nam. Ông từng là đại biểu Quốc hội Việt Nam khóa X và khóa XI, thuộc đoàn đại biểu Hà Tây., Phó chủ nhiệm Ủy ban Kinh tế và Ngân sách Quốc hội, Thứ trưởng Bộ Tài chính.

## Cuộc đời và sự nghiệp
Ông sinh ngày 12 tháng 10 năm 1941 tại xã Thụy Hương, huyện Chương Mỹ, phủ Ứng Hòa, tỉnh Hà Đông (nay thuộc huyện Chương Mỹ, Hà Nội).
Xuất thân là một Giáo sư, Tiến sĩ khoa học chuyên ngành tài chính, tín dụng, nhiều năm tham gia công tác giảng dạy, ông đắc cử Đại biểu Quốc hội 2 khóa liên tiếp X và XI, từng được bổ nhiệm làm Thứ trưởng Bộ Tài chính. Năm 2000, ông chuyển sang làm đại biểu Quốc hội chuyên trách, được bầu vào chức vụ Phó chủ nhiệm Ủy ban Kinh tế và Ngân sách Quốc hội.
Trước đợt bầu cử Đại biểu Quốc hội khóa XII, ông từ chối không ra ứng cử. Ngày 9 tháng 5, ông đột tử tại nhà riêng, trước khi hết nhiệm kỳ của mình.

## Một con người cương trực
Với tư cách là đại biểu Quốc hội, nổi tiếng là người cương trực, dám nói thẳng và đấu tranh với tiêu cực, ông được nhiều người biết đến như một người có nhiều phát biểu, đóng góp thẳng thắn tại diễn đàn Quốc hội.
Giữa năm 2005, với vai trò Đại biểu Quốc hội, ông đã chất vấn chính phủ về những lãng phí tại Tổng Công ty gốm sứ Hạ Long (Quảng Ninh).
"Công ty nhà nước đón nhận một Huân chương lao động hạng Ba, chi hết 847,6 triệu đồng, trong đó riêng quà biếu là 257 triệu. Bộ trưởng đến dự được 10 triệu, Thứ trưởng được 5 triệu, Chủ tịch Hội đồng quản trị 5 triệu, Tổng giám đốc 5 triệu, cán bộ của Ban thi đua khen thưởng TƯ 3 người đến dự, mỗi người được 2 triệu… Không biết khi đón nhận danh hiệu anh hùng thì sẽ thế nào".
6 năm làm vụ trưởng, 9 năm làm Thứ trưởng Bộ Tài chính phụ trách ngân sách, ông Phùng cũng nổi tiếng là người có nguyên tắc, sống liêm khiết. Ông kể, có lần lãnh đạo một huyện nghèo ra xin tiền cứu đói cho dân nghèo ăn Tết. Quan huyện nọ mua biếu ông ba tút thuốc lá 555 kèm phong bì một triệu. Ông đề nghị lãnh đạo huyện đem bán ba tút thuốc lá và cầm lại một triệu về biếu các gia đình chính sách. Rồi ông vẫn cầm bút ký duyệt chi.
Là thành viên của Hội đồng chức danh giáo sư nhà nước, nhiều lần ông kiên quyết bảo vệ ý kiến riêng của mình. "Tôi phát biểu mạnh mẽ và quyết liệt, cũng có người phật lòng, nhưng để bảo vệ lẽ phải, tôi không thể im lặng", ông nói.
Quan tâm nhiều đến lĩnh vực ngân sách và quản lý tài sản công, đại biểu Quốc hội Tào Hữu Phùng là một trong những "sáng tạo viên" của Luật Ngân sách, một đạo luật đã chấm dứt cơ chế xin - cho, trả quyền phân bổ ngân sách về cho Quốc hội. Nhiều lần ông Phùng nói: "Ngân sách là tiền của dân, mồ hôi nước mắt của dân, chi không đúng mục đích và để lãng phí là có tội với dân".